# Barbara Thenn
Barbara Thenn, avstrijska trgovka in mojstrica kovnice, * 1513 ali 1519, Salzburg, † 3. junij 1579, Salzburg

## Zgodnje življenje in družina
Bila je članica bogate salzburške trgovske družine Alt. Rodila se je Johannu Thennu (ali morda Wolfu), mojstru salzburške kovnice, ter Margareti. Leta 1516 je slikar Wolf Huber po naročilu očeta v mešani tehniki na les izdelal portrete nje in dveh drugih sorojencev. Bila je teta Salome Alt.
Kot sedemnajstletnica se je poročila z dvajset let starejšim Marxom Thennom, mojstrom kovnice denarja salzburške nadškofije ter sinu Hansa Thenna, prav tako mojstra kovnice. Za Marxa je bil to po smrti njegove prve žene zaradi kuge drugi zakon. Imela sta tri otroke.

## Delo
Ko je Marx Thenn 5. aprila 1552 umrl, je uspešno kandidirala na razpisu in ga nasledila na njegovem mestu. Takšna pozicija je bila za žensko velika posebnost, morda je bila celo prva ženska s tovrstnim naslovom, z ostalimi ženskami v tedanjih predominantno moških sferah pa si je delila status vdove. Potrebno znanje si je pridobila sama, njeni uveljavitvi pa je pomagalo družinsko ozadje Altov. Mojstrica kovnice je ostala do leta 1572, od leta 1568 jo je upravljala sama. Družina je zaradi njenega poznavanja gospodarstva močno obogatela. Tekom njenega vodenja kovnice so se pojavili številni očitki kot npr. varčevanje pri izdelavi kovancev ter poskusi odstavitve s položaja. Po odločitvi salzburškega knezoškofa Michaela von Kuenburga, da je moško vodstvo kovnice boljše (ali pa morda zaradi prevelikih kritik o Barbari), je naziv prepustila svojemu svaku Bertholdu Thennu, ki je bil tudi skrbnik njenih treh otrok. Po njegovi smrti leta 1568 je ponovno prevzela vodstvo kovnice, njeno funkcijo pa je potrdil tudi novi knezoškof Johann Jakob Kuen von Belasy.
Z izbruhom kuge v Salzburgu leta 1571 je Barbara kovnico zaprla in z otroci pobegnila v Mondsee, iz varnostnih razlogov pa je predlagala začasno zaprtje kovnice. Njen pomočnik Hans Geizkofler, ki se je v kovnici zaposlil leta 1560, je leta 1572 dosegel prepis kovnice na njegovo ime, pri prepisu pa je močno vlogo igrala tudi Barbarina protestantska vera.
Sočasno je upravljala tudi fužine v Hammerau in srebro-bakrove rudnike v Kitzbühlu.

## Smrt in spomin
Barbara Thenn je umrla v 70. letu zaradi vodenice. Ker so bili protestantski pokopi v Salzburgu prepovedani, je odredila prenos trupla v Mondsee in pokop v tamkajšnji bolnišnični cerkvi. Nagrobna plošča iz rdečega marmorja z epitafom ima motiv kovnice.
Danes je Thennovi posvečen spomenik v Salzburgu. Od leta 1935 je v Salzburgu po družini Thenn poimenovana ulica.